# Panagjuriszte (gmina)
Panagjuriszte (bułg. Община Панагюрище) – gmina w zachodniej Bułgarii, w obwodzie Pazardżik.

## Miejscowości
Miejscowości wchodzące w skład gminy Panagjuriszte:
- Banja (bułg.: Баня),
- Byta (bułg.: Бъта),
- Ełszica (bułg.: Елшица),
- Lewski (bułg.: Левски),
- Oboriszte (bułg.: Оборище),
- Panagjuriszte (bułg.: Панагюрище) − siedziba gminy,
- Panagjurski kołonii (bułg.: Панагюрски колонии),
- Poibrene (bułg.: Поибрене),
- Popinci (bułg.: Попинци),
- Srebrinowo (bułg.: Сребриново).